# Необратимые реакции
Необратимые реакции — реакции, при которых взятые вещества нацело превращаются в продукты реакции, не реагирующие между собой при данных условиях, например, разложение взрывчатых веществ, горение углеводородов, образование малодиссоциирующих соединений, выпадение осадка, образование газообразных веществ.
Ba(ClO2)2 + H2SO4  → 2HClO2 + BaSO4↓
NaHCO3 + CH3COOH → CH3COONa + H2O + CO2↑
Однако надо понимать, что при изменении условий протекания реакции, теоретически возможно сместить равновесие любой реакции.